# Rusal
United Company RUSAL PLC (russisch РУСАЛ, Abkürzung für Русский алюминий, dt. Russisches Aluminium) ist ein russischer Aluminiumhersteller. Mit der Fusion mit der Siberian-Urals Aluminium Company (SUAL) im Jahr 2007 wurde RUSAL der weltweit größte Hersteller von Aluminium, bis das Unternehmen von der China Hongqiao Group überholt wurde. Mit Stand 2024 ist RUSAL der weltweit drittgrößte Hersteller von Primäraluminium.

## Kapitalstruktur
Stand 18. Januar 2021 war die Kapitalstruktur wie folgt:
- En+: 56,88 % (Oleg Wladimirowitsch Deripaska)
- SUAL Partners (Wiktor Felixowitsch Wekselberg und Leonard Blavatnik) inklusive ihr zugerechnete Gesellschaften: 26,00 %
- Streubesitz: 17,12 %

Im Februar 2018 war RUSAL zu 48,13 % im Besitz von Oleg Deripaskas Holding En+. Weitere große Anteilshalter waren SUAL Partners (20,5 %), Onexim von Michail Prochorow (6 %) und Glencore (Amokenga; 8,75 %).

## Geschichte
RUSAL ist im Jahr 2000 durch die Fusion der Aluminiumsparten von Sibirsky Aluminium und Sibneft entstanden. Das Unternehmen ist danach durch weltweite Zukäufe weiter gewachsen.
Im März 2007 übernahm RUSAL die frühere SUAL und die Aluminiumsparte von Glencore. Seit diesem Zeitpunkt hielten die bisherigen RUSAL-Eigentümer 66 %, die ehemaligen SUAL-Eigentümer 22 % und Glencore 12 % der Anteile an dem wesentlich erweiterten Unternehmen. Durch die Konsolidierung der Aluminiumsparten mehrerer Unternehmen errang RUSAL die Position des weltgrößten Aluminiumproduzenten.
Im Zuge von weiteren Änderungen in der Eigentümerstruktur des Konzerns im April 2008 übernahm der russische Unternehmer Oleg Deripaska über seine Holding Basic Element 56,7 Prozent der Aktien von RUSAL. Weitere Anteile erwarben Wiktor Wekselberg mit 18,9 %, Michail Prochorow mit 14,0 % und das in der Schweiz registrierte Unternehmen Glencore mit 10,3 %.
Bis 2014 errichtete RUSAL das Wasserkraftwerk Bogutschany (3.000 MW) und plante ein angeschlossenes Aluminiumwerk (BEMO) mit einer Kapazität von 600.000 Jahrestonnen.
2016 wurde die Aluminiumoxid-Raffinerie Alpart aus Jamaika mit eigenen Bauxitvorkommen an die chinesische JISCO verkauft. RUSAL war im März 2016 zu 48,13 % im Besitz von Oleg Deripaskas Holding En+, SUAL Partners  hielten 15,8 %, Onexim 17,02 % und Glencore (Amokenga) 8,75 %.
Die Übernahme des insolventen deutschen Aluminiumwerk Rheinfelden in Baden-Württemberg teilte Rusal Mitte April 2021 mit. Zugleich wurde der Rusal-Manager Eric Martinet zum neuen Geschäftsführer des Unternehmens berufen.

## Standorte
| Krasnojarsk |

| Bogutschany |

| Bratsk |

| Bogoslowsk |

| Atsch. |

| K-U |

| Sew. |

| Guyana |

| Kindia |

| Timan |

| Friguia |

| Mykolajiw |

| Portovesme |

| Aughinish Island |

| Werk                        | Kapazität | Produkte  |
| --------------------------- | --------- | --------- |
| Bratsk                      | 1.000.000 | Al        |
| Krasnojarsk                 | 1.000.000 | Al        |
| Bogoslowsk (Krasnoturjinsk) | 960.000   | Al2O3, Al |
| Kamensk-Uralski (K-U)       | 770.000   | Al        |
| Sajanogorsk                 | 542.000   | Al        |
| Irkutsk                     | 410.000   | Al        |
| Chakas (Sajanogorsk)        | 297.000   | Al        |
| Nowokusnezk                 | 215.000   | Al        |
| Aughinish Island            | 1.915.000 | Al2O3     |
| Mykolajiw                   | 1.600.000 | Al2O3     |
| Porto Vesme, Sardinien      | 1.085.000 | Al2O3     |
| Atschinsk                   | 1.069.000 | Al2O3     |
| Friguia bei Kindia          | 618.000   | Al2O3     |
| Friguia bei Kindia          | Bauxit    |           |
| Bauxitogorsk                | 63.000    | Korund    |
| Polewskoi                   | 63.000    | Kryolith  |

RUSAL baut laut eigenen Angaben Bauxit in Sewerouralsk, Timan (bei Uchta), Guyana und bei Kindia und in Dian-Dian (Guinea) ab.
Seit der Unabhängigkeit Guineas 1958 von Frankreich hatte sich die sozialistische Regierung unter Sekou Touré an die Sowjetunion gewandt, was sich auch noch später in guten Beziehungen und einer Zusammenarbeit mit Rusal ab dem Jahr 2000 gezeigt hat. 2018 konnte die Firma eine zweite Mine in Dian-Dian nordöstlich von Boké eröffnen, die ein Abbaupotenzial von 564 Mio. Tonnen aufweist; so dass die Minen Guineas bereits 27 % des Bauxits von Rusal ausmachen.
In Sajanogorsk, Michailowsk und Jerewan besitzt RUSAL Aluminium-Walzwerke.
Das Unternehmen ist laut eigenen Angaben außerdem der einzige Hersteller von Silizium in Russland (Werk Schelechow).

## Sanktionen
Am 6. April 2018 wurde das Unternehmen von den Vereinigten Staaten mit Sanktionen belegt. Die Vermögenswerte des Unternehmens wurden eingefroren und US-Bürgern wurden jegliche Geschäfte mit dem Unternehmen untersagt. Nicht-US-Bürgern drohen bei der Weiterführung von Geschäftskontakten mit dem Unternehmen ebenfalls Sanktionen. Als Begründung nannte der US-Finanzminister die Annexion der Halbinsel Krim, die Unterstützung des Syrischen Machthabers Baschar al-Assad, die Beeinflussung Westlicher Demokratien, sowie die Förderung von Cyberkriminalität durch die russische Regierung.
Am 25. April 2018 wurde die Aufhebung der Sanktionen angekündigt, wenn Deripaska „…die Kontrolle über das Unternehmen aufgebe“, am 25. Mai trat dieser von seiner Funktion zurück.
Folgen des Ukraine-Kriegs
- Nachdem der Konzern noch Anfang März 2022 im Zusammenhang des Kaufs des deutschen Aluminiumwerks Rheinfelden vor dem Hintergrund des russischen Überfalls auf die Ukraine als nicht sanktioniert gemeldet wurde,[42] stufte am 12. März 2022 die Ratingagentur Fitch die Kreditwürdigkeit von Rusal „von B auf ‚hauptsächlich CC‘ herab […] und hält einen Zahlungsausfall jeglicher Art für wahrscheinlich.“[43]
- „Australien, der größte Produzent des Aluminium-Rohmaterials Bauxit, hat ein Exportverbot nach Russland für das Erz sowie für das daraus gewonnene Alumina verhängt.“ Rund ein Fünftel des von Rusal verarbeiteten Aluminiums stammt nach Angaben des Nachrichten- und Datendiensts Bloomberg aus Australien – „ein weiteres Fünftel aus der Ukraine. Die Produktion dort wurde bereits am 1. März gestoppt.“[44]
- Rusal hat als erstes russisches Großunternehmen – entgegen der Kreml-Interpretation als „Inszenierung“ – „eine objektive und unabhängige Aufklärung des Verbrechens in der ukrainischen Stadt Butscha nahe Kiew gefordert.“ Rusal „fordert eine harte Bestrafung für die Täter.“ Der Konzern spricht sich auch „für eine friedliche Lösung des Ukraine-Konflikts aus.“ Der Großaktionär Oleg Deripaska sprach sich bereits zuvor für Friedensverhandlungen aus.[45]